# Hylaea fasciaria
Hylaea fasciaria là một loài bướm đêm trong họ Geometridae.

## Hình ảnh

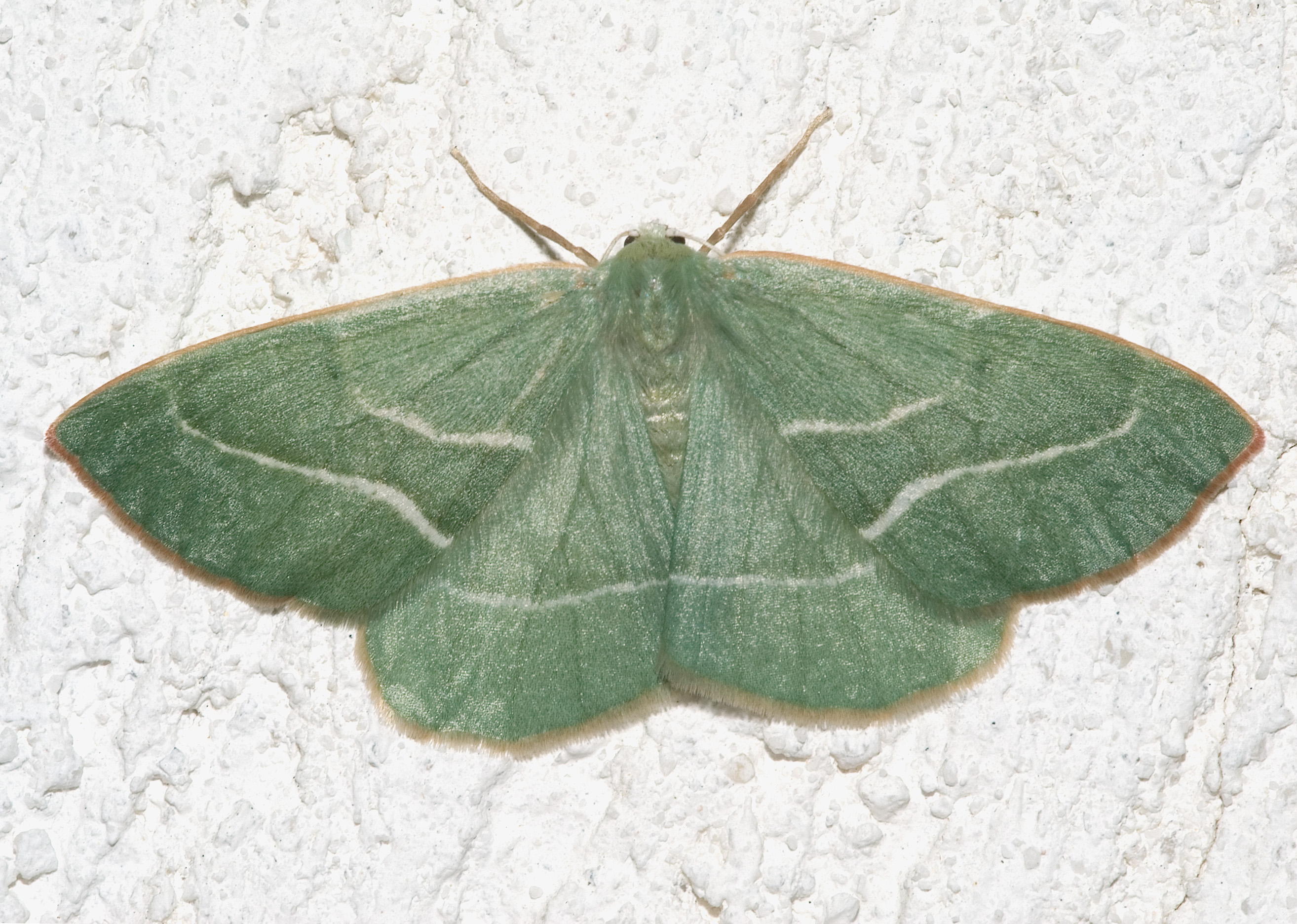
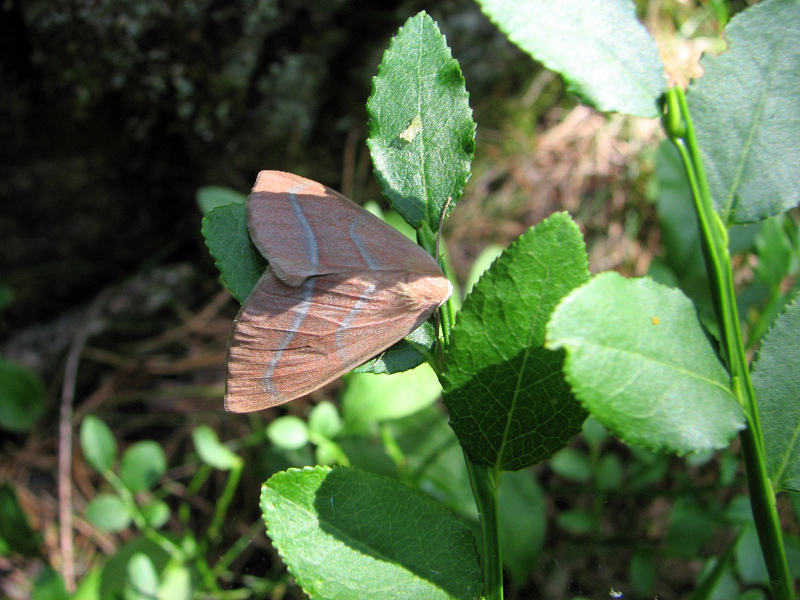
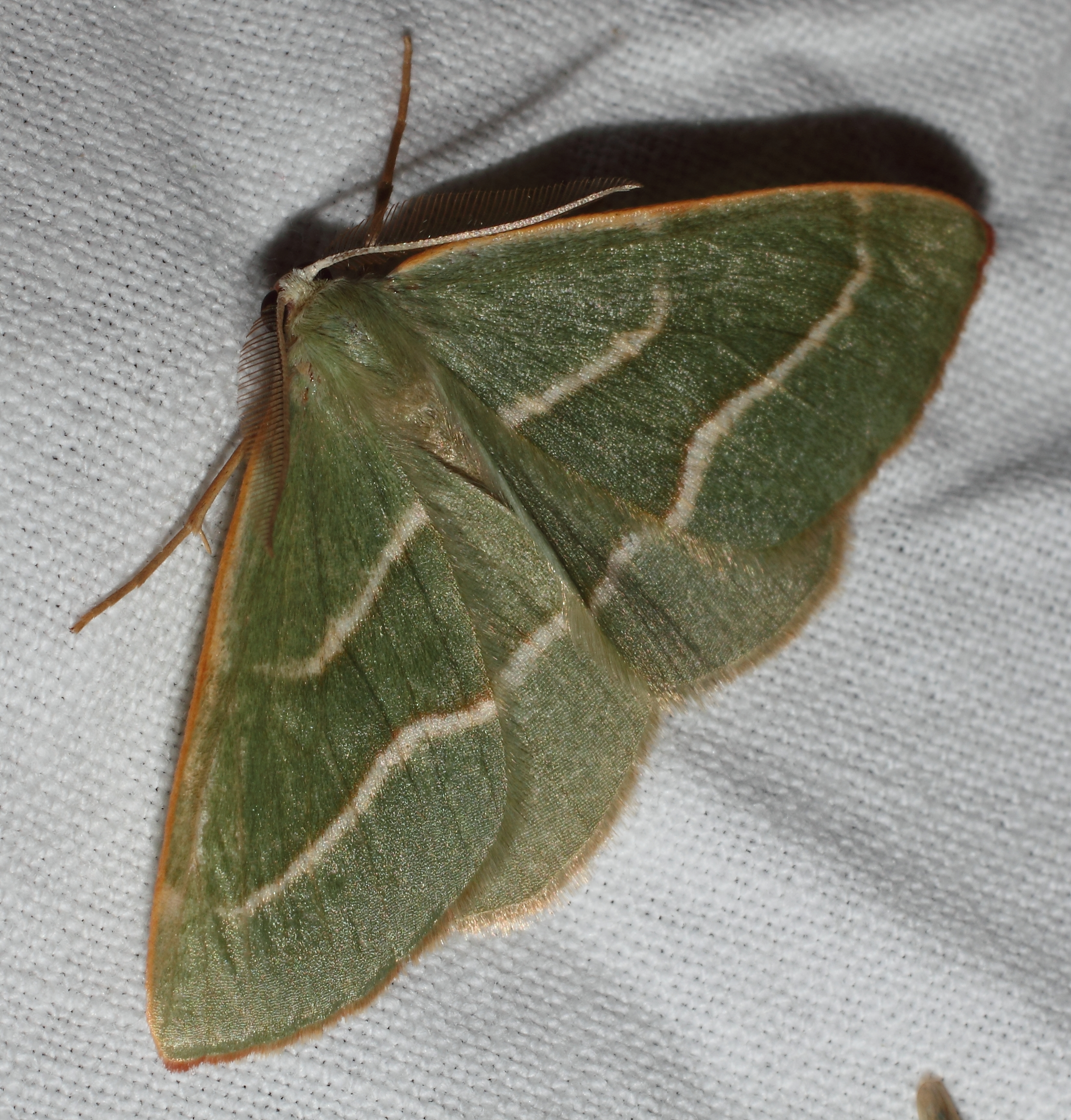